# Wunschpunsch
Wunschpunsch (o Wounchpounch) es una serie animada francesa / canadiense para niños, inspirada en la novela alemana Der satanarchäolügenialkohöllische Wunschpunsch (El ponche de los deseos) de Michael Ende. En Estados Unidos, se transmite por Cartoon Network el 14 de octubre de 2000 a las 7 p. m., en Europa, la serie se emitió en Fox Kids y en Francia en TF1 En España, la serie se emitió en TVE 1 y TVE 2 y más tarde en Fox Kids

## Trama
En cada episodio, un mago llamado Bubonic y su tía, una bruja llamada Tyrannia, deben causar estragos en la ciudad en la que viven o sufren un severo castigo por parte de su supervisor, Maledictus T. Maggot. Para poder hacerlo, usan un antiguo pergamino mágico que, una vez utilizado para activar un hechizo, dicho hechizo debe revertirse en las próximas siete horas; De lo contrario, sus efectos serán permanentes. Para asegurarse de que los hechizos se invierten, las mascotas de Bubonic y Tyrannia, Mauricio, el gato y Jacob, el cuervo, deben buscar a la tía Noah, una vieja tortuga en el zoológico local y jefe del Consejo Animal, para encontrar un acertijo sobre cómo revertir el hechizo. , que normalmente se las arreglan para hacer en el último momento. Uno de los episodios, La noche de los deseos, está particularmente inspirado en el libro. En ese episodio, los animales frenan el hechizo al soltar un sonido de campana en el caldero de poción y Maledictus Maggot castiga a Bubonic y Tyrannia por el hechizo frustrado al unir sus hogares, obligándolos a vivir juntos. A diferencia de los otros castigos conocidos que nunca duran lo suficiente como para verlos en episodios posteriores, este parece ser permanente y ha durado al menos cinco años (los animales recuerdan que han pasado cinco años desde que ocurrió). Bubonic y Tyrannia son tan torpes que algunos de sus hechizos traen problemas para sí mismos, y cuando los hechizos se deshacen, sienten un alivio temporal que termina rápidamente cuando Maggot aparece para castigarlos por su fracaso.